# Amaloxenops palmarum
Amaloxenops palmarum is een spinnensoort in de taxonomische indeling van de kamstaartjes (Hahniidae).
Het dier behoort tot het geslacht Amaloxenops. De wetenschappelijke naam van de soort werd voor het eerst geldig gepubliceerd in 1958 door Schiapelli & Gerschman.